# Puccinia flourensiae
Puccinia flourensiae är en svampart som beskrevs av Henn. 1896. Puccinia flourensiae ingår i släktet Puccinia och familjen Pucciniaceae.   Inga underarter finns listade i Catalogue of Life.